# دوركاس ماثيوز
دوركاس ماثيوز (بالإنجليزية: Dorcas Matthews)‏ هي ممثلة أمريكية، ولدت في 5 نوفمبر 1890 في لانكشر في المملكة المتحدة، وتوفيت في 24 يناير 1969 في بيركيلي في الولايات المتحدة.

## وصلات خارجية
- دوركاس ماثيوز على موقع IMDb (الإنجليزية)
- دوركاس ماثيوز على موقع قاعدة بيانات الفيلم (الإنجليزية)